# 程枫叶
程枫叶，中华人民共和国政治人物、全国脱贫攻坚先进个人。

## 生平
程枫叶任陕西省汉中市政府办公室政办科副科长（挂职），南通市农业综合行政执法支队副支队长。因在脱贫攻坚战中作出突出贡献，2021年2月25日全国脱贫攻坚总结表彰大会上，程枫叶被授予“全国脱贫攻坚先进个人”。